# Hafen Casablanca
Der Hafen Casablanca ist ein Seehafen am nördlichen Stadtrand von Casablanca, Marokko. Er befindet sich am Atlantischen Ozean. Der Hafen besteht seit 500 v. Chr. (Phönizier).

## Wirtschaftliche Bedeutung
Im Hafen werden Stückgut, Schüttgut und Container sowie Speisefisch umgeschlagen. Etwa 60 % des nationalen Seehandels werden in diesem Hafen umgeschlagen.